# Kelvin Snoeks

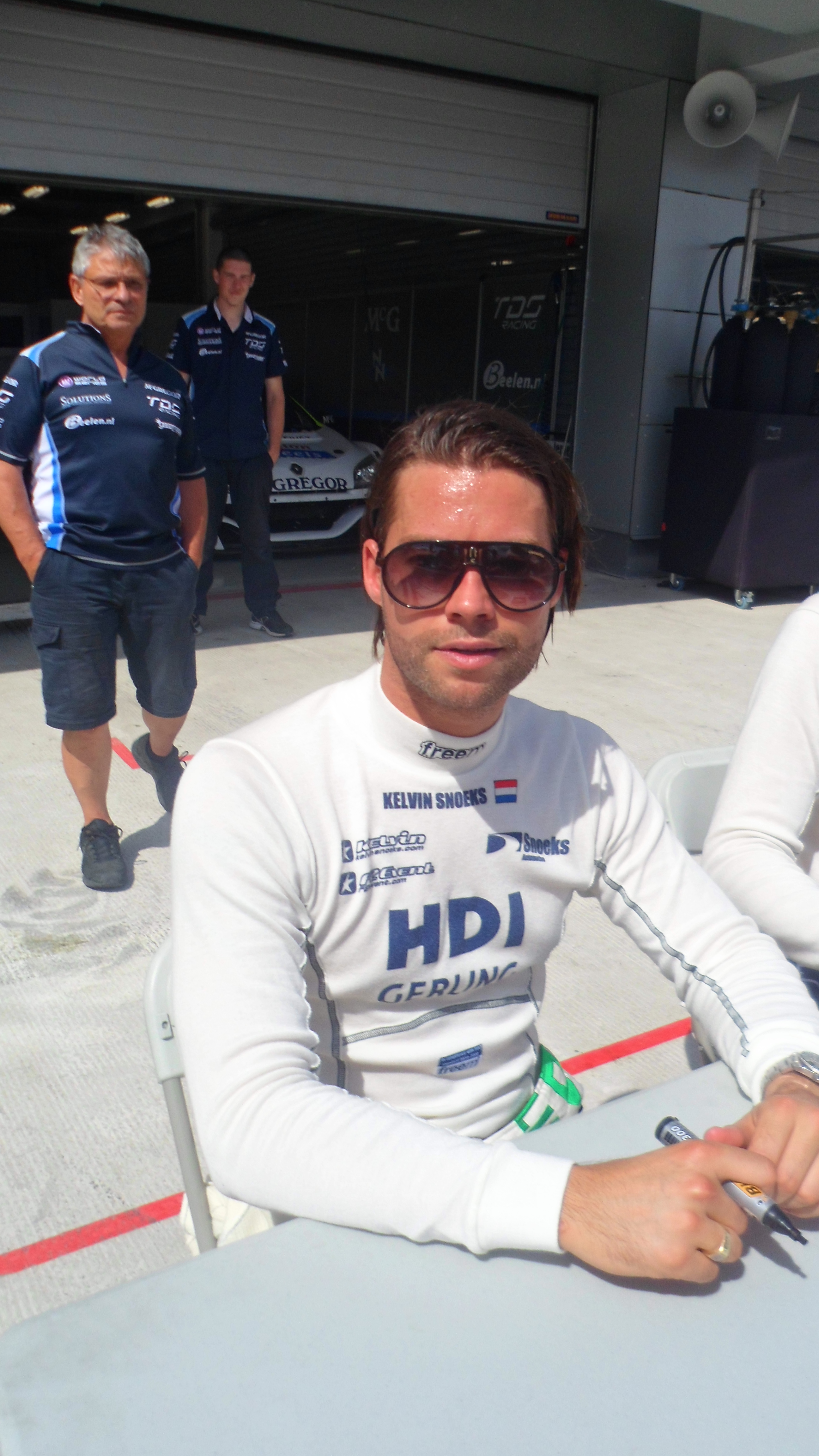
Snoeks in 2012

Kelvin Manuel Mathijs Snoeks (Haarlem, 12 september 1987) is een Nederlands autocoureur.

## Loopbaan
Snoeks nam in 2002 op 15-jarige leeftijd deel aan Internationaal 100cc kart races. In 2007 maakte hij de overstap naar de formulewagens, waar hij tot 2011 in deel nam. In 2012 maakte hij de overstap naar verschillende GT- en tourwagenklassen, in zowel de Eurocup Mégane Trophy en de nationale GT4-klasse. In 2013 kwam hij opnieuw in beide klassen uit. In 2015 komt hij uit voor TeamRaceArt in de Viper GT3 in de SuperCar Challenge, daarnaast rijdt hij ook nog in het Blancpain Lamborghini Super Trofeo klasse met een Lamborghini Huracán.

## Resultaten
- 2007: Formule Renault 2.0 NEC, team AR Motorsport (26e in kampioenschap).
- 2008: Formule Renault 2.0 NEC, team AR Motorsport (9e in kampioenschap).
- 2009: International Formula Master, team AR Motorsport (20e in kampioenschap).
- 2010: Formule 2 (13e in kampioenschap).
- 2011: Formule 2 (10e in kampioenschap).
- 2012: Dutch GT, Ekris-klasse, BMW E92 M3 (12e in kampioenschap).
- 2012: Eurocup Mégane Trophy, team TDS Racing, Megane Silhouette (6e in kampioenschap).
- 2013: Dutch GT, team Dayvtec Engineering, C6 Corvette (3e in kampioenschap).
- 2013: European GT4, team Dayvtec Engineering, C6 Corvette (5e in kampioenschap).
- 2013: Eurocup Mégane Trophy, team Oregon Team, Megane Silhouette (4e in kampioenschap).
- 2014: SuperCarChallenge, Super GT-klasse, team Davytec Engineering, Volvo Silhouette (4e in kampioenschap).
- 2015: SuperCarChallenge, Super GT-klasse, team RaceArt, Viper GT3 (kampioen).
- 2015: Lamborghini Super Trofeo, team Leipert Motorsport, Lamborghini Huracan (vicekampioen).
- 2017: Lamborghini Super Trofeo Europe - Pro-Am, team ArtLine Team Georgia, Lamborghini Huracán Super Trofeo (3e in kampioenschap).